# Apium inundatum
Apium inundatum (лат.) — вид двудольных растений рода Сельдерей (Apium) семейства Зонтичные (Apiaceae). Под текущим таксономическим названием был описан немецким ботаником Генрихом Густавом Райхенбахом в 1863 году.

## Распространение, описание

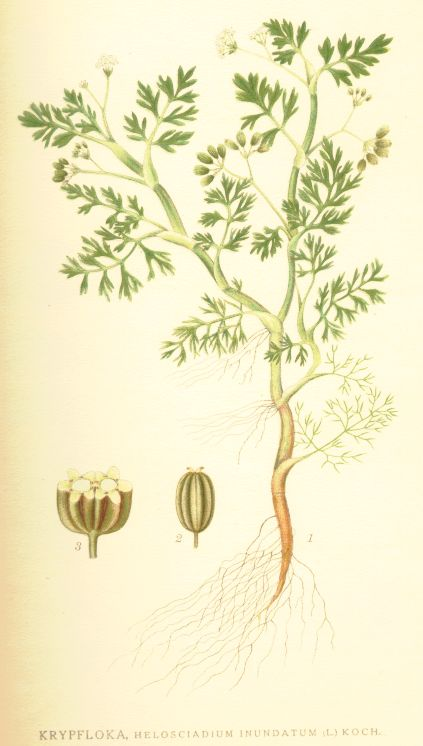
Ботаническая иллюстрация

Встречается в Бельгии, Дании, Франции, Германии, Ирландии, Великобритании (включая остров Мэн, Гернси и Джерси), Италии (включая Сицилию), Люксембурге, Нидерландах, Польше, Португалии, Словакии, Испании и Швеции. Произрастают главным образом на бедных почвах, в известняковых водоёмах, на мелководных участках ручьёв, каналов, прудов, озёр и т. д..
Гемикриптофит либо гидрофит. Многолетнее растение 15—60 см высотой. Стебель красноватый. Цветки мелкие. Цветёт в июне—июле. Размножается семенами.

## Замечания по охране
Численность экземпляров стабильна. По данным Международного союза охраны природы вид не имеет угроз к исчезновению (статус «LC»). Тем не менее, Apium inundatum считается исчезающим в Швеции, а во Франции находится под особой защитой.

## Синонимы
Синонимичные названия:
- Helodium inundatum Dumort.
- Helosciadium inundatum Koch
- Hydrocotyle inundata Sm.
- Meum inundatum Spreng.
- Selinum inundatum E.H.L. Krause
- Seseli inundatum Crantz
- Sison inundatum L.
- Sium inundatum Lam.